# Sprite Island
Sprite Island (englisch für Koboldinsel) ist eine 270 m lange und 150 m breite Insel im Archipel der Südlichen Shetlandinseln. Sie gehört zu den Vardim Rocks südwestlich des Devils Point, dem südwestlichen Ausläufer der Byers-Halbinsel auf der Livingston-Insel.
Das UK Antarctic Place-Names Committee benannte sie 2011 in Anlehnung die Benennung des benachbarten Devils Point.